# Tatsunori Hisanaga
Tatsunori Hisanaga (久永 辰徳, Hisanaga Tatsunori) est un footballeur japonais né le 23 décembre 1977.